# Gunnel Jonäng
Gunnel Maria Jonäng, född Kristoffersson, född 26 augusti 1921 i Raus, död 5 november 2008 i Bollnäs, var en svensk politiker (centerpartist). Hon var gift med Bernt-Olof Jonäng och svärdotter till Jon Jonsson i Fjäle. Hon hade tre barn, varav sonen Olle är gift med Kristina Jonäng.
Jonäng var riksdagsledamot 1969–1988, åren 1969–1970 som ledamot av andra kammaren, samtliga år invald i Gävleborgs läns valkrets. Hon var FN-delegat 1975 och 1976.
Under 1990-talet var Jonäng vice ordförande i Sveriges Pensionärsförbund.